# Wahlbezirk Böhmen 21
Der Wahlbezirk Böhmen 21 war ein Wahlkreis für die Wahlen zum Abgeordnetenhaus im österreichischen Kronland Böhmen. Der Wahlbezirk wurde 1907 mit der Einführung der Reichsratswahlordnung geschaffen und bestand bis zum Zusammenbruch der Habsburgermonarchie.

## Geschichte
Nachdem der Reichsrat im Herbst 1906 das allgemeine, gleiche, geheime und direkte Männerwahlrecht beschlossen hatte, wurde mit 26. Jänner 1907 die große Wahlrechtsreform durch Sanktionierung von Kaiser Franz Joseph I. gültig. Mit der neuen Reichsratswahlordnung schuf man insgesamt 516 Wahlbezirke mit je einem zu wählenden Abgeordneten, die durch Direktwahl mit allfälliger Stichwahl bestimmt wurden. Der Wahlkreis Böhmen 20 umfasste die Städte, Märkte und Gemeinden Jungbunzlau, Kosmanos, Dobrowitz, Neubenatek, Lissa an der Elbe, Mscheno, Weißwasser, Münchengrätz, Bakow, Turnau, Eisenbrod und Semil. Aus der Reichsratswahl 1907 ging Jaromír Čelakovský von den Jungtschechen als Sieger hervor. Bei der Wahl 1911 wurde er von seinem Parteikollegen Zdeněk Václav Tobolka abgelöst.

## Wahlen

### Reichsratswahl 1907
Die Reichsratswahl 1907 wurde am 14. Mai 1907 (erster Wahlgang) sowie am 23. Mai 1907 (Stichwahl) durchgeführt.

#### Erster Wahlgang
| Kandidat                                                               | Partei                                  | Wahlkreisstimmen | Prozent |
| ---------------------------------------------------------------------- | --------------------------------------- | ---------------- | ------- |
| František Zdráhal                                                      | Tschechische national-soziale Partei    | 3299             | 34,9 %  |
| Jaromír Čelakovský                                                     | Jungtschechen                           | 3030             | 32,9 %  |
| Ciska                                                                  | Tschechische Sozialdemokratische Partei | 3017             | 32,0 %  |
|                                                                        | Sonstige Parteien                       | 97               | 1,0 %   |
| Wahlberechtigte: 10.707, Ungültige Stimmen: ?, Wahlbeteiligung: 88,5 % |                                         |                  |         |

#### Stichwahl
| Kandidat                                                                | Partei                               | Wahlkreisstimmen | Prozent |
| ----------------------------------------------------------------------- | ------------------------------------ | ---------------- | ------- |
| Jaromír Čelakovský                                                      | Jungtschechen                        | 4984             | 56,8 %  |
| František Zdráhal                                                       | Tschechische national-soziale Partei | 3784             | 43,2 %  |
| Wahlberechtigte: 10.707, Ungültige Stimmen: 28, Wahlbeteiligung: 82,2 % |                                      |                  |         |

### Reichsratswahl 1911
Die Reichsratswahl 1911 wurde am 13. Juni 1911 durchgeführt. Die Stichwahl entfiel auf Grund des absoluten Mehrheit für Tobolka im ersten Wahlgang.
| Kandidat                                                                | Partei                                               | Wahlkreisstimmen | Prozent |
| ----------------------------------------------------------------------- | ---------------------------------------------------- | ---------------- | ------- |
| Zdeněk Václav Tobolka                                                   | Jungtschechen                                        | 5885             | 61,9 %  |
| Franz Pavel                                                             | Sozialdemokratische Partei                           | 2796             | 29,4 %  |
| Jaroslav Felix                                                          | Tschechische staatsrechtlich-fortschrittliche Partei | 753              | 7,9 %   |
| Josef Vylysalý                                                          | Christlichsoziale Partei                             | 392              | 4,1 %   |
| Anton Zeller                                                            | Sozialdemokraten Zentr.                              | 210              | 2,2 %   |
|                                                                         | Sonstige                                             | 70               | 0,7 %   |
| Wahlberechtigte: 11.793, Ungültige Stimmen: 51, Wahlbeteiligung: 81,0 % |                                                      |                  |         |